# Luneau
Luneau é uma comuna francesa na região administrativa de Auvérnia-Ródano-Alpes, no departamento Allier. Estende-se por uma área de 27,92 km². Em 2010 a comuna tinha 287 habitantes (densidade: 10,3 hab./km²).